# Puccinellia groenlandica
Puccinellia groenlandica (покісниця ґренландська) — вид трав'янистих рослин родини Тонконогові (Poaceae).

## Опис
Рослина багаторічна, росте в щільних пучках. Квіткові стебла 50–65 см, прямолінійні. Лігули 2.5–3.3 мм, від туповерхих до урізаних; пластини 1.8–3.2 мм завширшки, плоскі. Волоті 15–30 см, дифузні при зрілості, нижні гілки від висхідних до горизонтальних. Колоски зазвичай обмежуються дистальними 2/3; квітконіжки рівномірно стрункі. Колоски 7–10 мм, з 4–7 квітами. Колоскові луски округлі на спинці верхівки від гострих до тупих; нижня колоскова луска 1.8–2.5 мм, верхня колоскова луска 2.5–3 мм. Леми 3–4.4 мм, переважно трав'яні, волосисті на проксимальній половині, головним чином уздовж жил, спинки округлі або кілюваті дистально, 5-жильні. Пиляки 1.1–1.5 мм. 2n= 56. 

## Поширення
Ендемік Гренландії. Поширений у південно-західній частині острова. Населяє як літоральні так і неліторальні землі.